# Комитас
Согхомон Согхомоњан, опште познат као Комитас (јерменски: Կոմիտաս; 8. октобар 1869 — 22. октобар 1935) био је јерменски свештеник, хор певач, музиколог, композитор. који се сматра оснивачем јерменске националне музичке школе. Признат је као један од пионира етномузикологије.

## Биографија
Као сироче у младости, Комитас је одведен у Ечмијадзин, јерменски верски центар, где је стекао образовање у Геворгијанској богословији. студирао је музику на Универзитету Фредерик Вилијам у Берлину 1895. Након тога је „користио своју западњачку обуку да изгради националну традицију“. Сакупио је и преписао преко 3.000 комада јерменске народне музике, од којих је више од половине касније изгубљено, а сада је сачувано само око 1.200.
Поред јерменских народних песама, показао је интересовање и за друге културе и 1903. објавио је прву збирку курдских народних песама под насловом "Курдске мелодије". Комитас се сели у Константинопољ 1910. да би избегао малтретирање ултраконзервативних свештеника у Ечмијадзину и да би широј публици представио јерменску народну музику. Био је широко прихваћен у јерменским заједницама, док га је Аршаг Чобанијан назвао „спаситељем јерменске музике“.
Током геноцида над Јерменима, заједно са стотинама других јерменских интелектуалаца, Комитас је ухапшен и депортован у заробљенички логор у априлу 1915. од стране Османске владе. Убрзо је пуштен под неразјашњеним околностима и, након што је био сведок неселективне окрутности и немилосрдних масакра над Јерменима од стране Турака, Комитас је доживео психички слом и развио тешки случај посттрауматског стресног поремећаја. Прво је био смештен у турску војну болницу до 1919. године, а затим је пребачен у психијатријске болнице у Паризу, где је провео последње године живота у агонији. Комитас је широко виђен као мученик и у уметности је приказан као један од главних симбола геноцида.

## Наслеђе
Педесетих година 20. века његови рукописи су такође пренети из Париза у Јереван. Сакупљајући и објављујући толико народних песама, спасао је културно наслеђе Западне Јерменије које би нестало због геноцида. У последње време из архива у Јеревану је откопано девет песама о немачкој поезији, написаних током његовог боравка у Берлину. 
Дана 6. јула 2008. године, поводом прославе 400. годишњице града Квебека, откривена је бронзана биста Комитаса у близини Народне скупштине Квебека у знак признања за његов велики допринос музици уопште и јерменској народној и литургијској музику посебно. Претходно је у Детроиту 1981. године подигнута гранитна и бронзана статуа Комитаса у част великог композитора и као подсетник на трагедију геноцида над Јерменима.
Од 2018. Комитас се појављује на новчаници од 10.000 јерменских драма.